# Georfans
Georfans ist eine ehemalige französische Gemeinde mit 40 Einwohnern (Stand: 1. Januar 2022) im Département Haute-Saône in der Region Bourgogne-Franche-Comté. Sie gehörte zum Arrondissement Lure. Die Bewohner werden Georfanais und Georfanaises genannt.
Der Erlass des Präfekten vom 9. Dezember 2024 legte mit Wirkung zum 1. Januar 2025 die Eingliederung von Georfans als Commune déléguée zusammen mit den früheren Gemeinden Courchaton und Vellechevreux-et-Courbenans zur Commune nouvelle Belles-Fontaines fest.

## Geografie

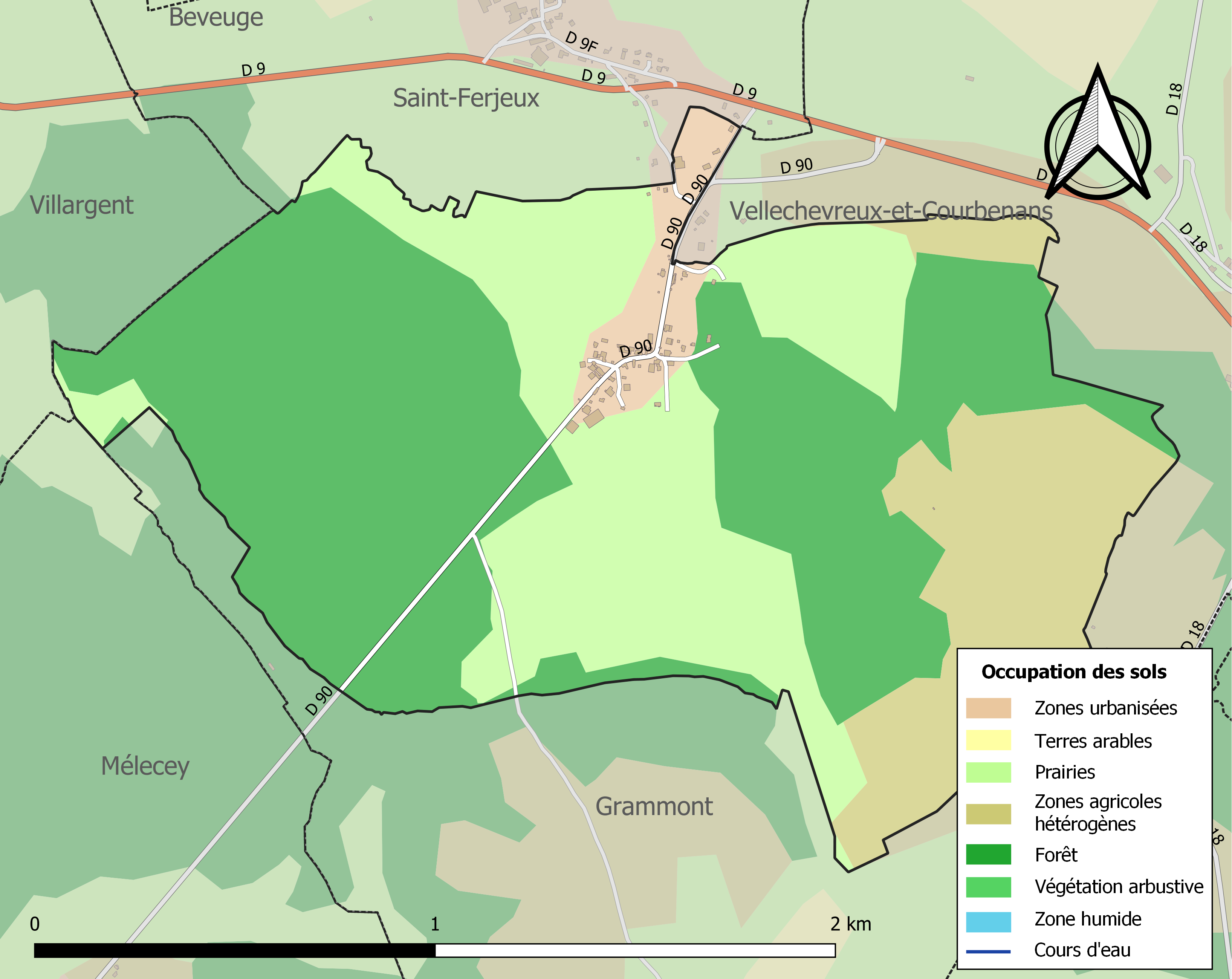
Bodennutzung und Infrastruktur von Georfans (2018)

Georfans liegt etwa 28 Kilometer ostsüdöstlich von Vesoul, etwa 17 Kilometer südlich von Lure, etwa 29 Kilometer westsüdwestlich von Belfort und etwa 22 Kilometer westnordwestlich von Montbéliard in der historischen Provinz der Franche-Comté.
Aus geologischer Sicht erstreckt sich das Ortsgebiet über das Steinkohlebecken der Haute-Saône aus dem Keuper.
Georfans erstreckt sich am Rand der Ebene von Villersexel beidseits des Dorfbachs, am nordwestlichen Rand der Hügellandschaft, die sich zwischen den Flusstälern von Ognon und Doubs ausdehnt.
Die Fläche des Ortsgebiets umfasst einen Abschnitt der Hügellandschaft südöstlich des Ognontals. Der zentrale Teil des Gebietes wird von Süden nach Norden von der Talniederung des Dorfbaches durchquert, der wenig unterhalb von Georfans in den Ruisseau de la Prairie mündet. Dieser bildet die nördliche Ortsgrenze und sorgt für die Entwässerung zum Scey. Nach Westen reicht das Gebiet in die Ebene von Villersexel, die in diesem Bereich überwiegend bewaldet ist. Östlich des Dorfes erhebt sich ein Hügel, der hauptsächlich aus Muschelkalk aufgebaut ist. Hier wird mit 375 m der höchste Punkt von Georfans erreicht. Das Zentrum von Georfans liegt auf etwa 290 m Höhe. Die niedrigste Stelle mit 282 m wird im äußersten Westen gemessen.
Rund 49 % der Fläche von Georfans sind bewaldet, insbesondere durch den Anteil am Waldgebiet Bois du Charmois im Westen, rund 47 % werden landwirtschaftlich genutzt, rund 3 % entfallen auf bebaute Flächen (Stand: 2018).
Umgeben wird Georfans von der Nachbargemeinde Saint-Ferjeux im Norden, von den Communes déléguées Vellechevreux-et-Courbenans im Osten und Courchaton im Südosten sowie von den Nachbargemeinden Grammont im Süden, Mélecey im Südwesten und Villargent im Westen.

## Geschichte
Georfans war schon sehr früh besiedelt, worauf Spuren aus prähistorischer Zeit auf der Flur Le Creux-des-Fées hinweisen. Im Mittelalter gehörte Georfans zur Seigneurie Granges, die unter der Oberhoheit der Grafen von Montbéliard stand. Zusammen mit der restlichen Franche-Comté gelangte das Dorf mit dem Frieden von Nimwegen 1678 definitiv an Frankreich. Kirchlich gehört der Ort zur Pfarrei Saint-Ferjeux.

## Bevölkerungsentwicklung
| Jahr                       | 1962 | 1968 | 1975 | 1982 | 1990 | 1999 | 2006 | 2013 | 2020 |
| -------------------------- | ---- | ---- | ---- | ---- | ---- | ---- | ---- | ---- | ---- |
| Einwohner                  | 69   | 63   | 54   | 72   | 72   | 62   | 62   | 60   | 45   |
| Quellen: Cassini und INSEE |      |      |      |      |      |      |      |      |      |

Georfans gehörte zu den kleinsten Gemeinden des Départements Haute-Saône. Nachdem die Einwohnerzahl in der ersten Hälfte des 20. Jahrhunderts deutlich abgenommen hatte (1896 wurden noch 153 Personen gezählt), wurden seit Beginn der 1960er Jahre nur noch geringe Schwankungen verzeichnet.